# Автошлях Т 0604
Автошля́х Т 0604 — автомобільний шлях територіального значення у Житомирській області. Пролягає територією Коростенського та Народицького районів через Васьковичі — Народичі. Загальна довжина — 29,1 км.

## Маршрут
Автошлях проходить через такі населені пункти:
| Автошлях Т 0604     |        |
| Житомирська область |        |
| Коростенський район |        |
| Васьковичі          | М21    |
| Народицький район   |        |
| В'язівка            |        |
| Слобода-В'язівка    |        |
| Закусили            |        |
| Бабиничі            |        |
| Селець              |        |
| Народичі            | Т 0608 |